# Villa Zito
Villa Zito è un antico palazzo nobiliare di Palermo. È stata sede del Museo d'arte e archeologia Ignazio Mormino e oggi è sede della pinacoteca della Fondazione Sicilia. Si trova in viale della Libertà.
L'aspetto attuale della Villa naturalmente non è quello originario del Settecento, cioè di una dimora gentilizia di campagna. Esso è il risultato delle ristrutturazioni, ampliamenti e aggiornamenti fatti alla fine dell'Ottocento e all'inizio del Novecento.

## Storia
L'edificio è stato realizzato intorno alla prima metà del Settecento da Francesco Scicli e presto ceduto al principe Antonio La Grua di Carini, per poi essere rimaneggiato nel tempo. Nel 1909 fu acquisito da Francesco Zito e poi nel 1926 dal Banco di Sicilia.

### Il museo Mormino

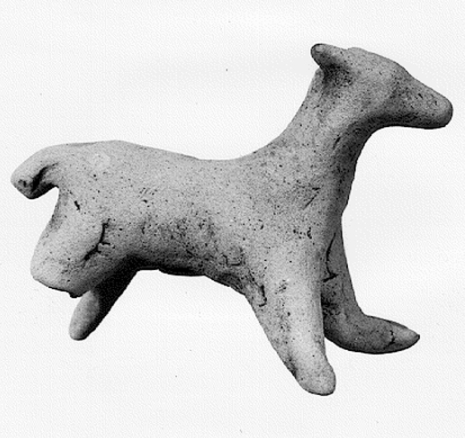
Statuetta di cane del V sec. a.C:, Villa Zito a Palermo

Nel 1923 l'allora direttore generale del Banco Ignazio Mormino aveva creato una preziosa collezione d'arte, poi affidata alla Fondazione Mormino del Banco di Sicilia.
A partire dal 1958 il Banco di Sicilia manifestò interesse verso l'archeologia siciliana e ristrutturò l'edificio per esporvi materiali concessi in deposito dall'allora competente Ministero della Pubblica Istruzione e provenienti nella quasi totalità da necropoli siciliane. Alcuni pezzi furono restaurati a spese del Banco e fu aperta al pubblico nel 1980 l'esposizione. La collezione si espanse in seguito, grazie a vari acquisti fatti dal Banco, che li collocò a Villa Zito nel 1983.
Molto interessanti le pubblicazioni archeologiche fatte dal Banco, tramite la fondazione Mormino, nel corso degli anni.
In seguito al restauro di Palazzo Branciforte di Scordia a Palermo, ex Monte dei Pegni Santa Rosalia, le collezioni archeologica, numismatica e filatelica dal 2015 sono state esposte in quel luogo.

### La pinacoteca
La Fondazione Sicilia nel dicembre del 2005 ha acquistato la villa e successivamente ha affidato il restauro e la risistemazione dell'edificio all'architetto Corrado Anselmi, destinandola nel 2015 a sede della collezione pittorica. Un percorso espositivo, di circa mille metri quadri, con in mostra più di trecento opere, che vanno dai grandi maestri del '600, ai paesaggisti siciliani dell'800.